# Boosie Badazz
Boosie Badazz, poprzednio Lil’ Boosie, właśc. Torrence Hatch (ur. 14 listopada 1982) – amerykański raper z Baton Rouge w stanie Louisiana.

## Dyskografia
Albumy studyjne
- 2000: Youngest of da Camp
- 2002: For My Thugz
- 2006: Bad Azz
- 2009: Superbad: The Return of Boosie Bad Azz
- 2010: Incarcerated
- 2015: Touch Down 2 Cause Hell
- 2016: In My Feelings (Goin’ Thru It)
- 2016: Out My Feelings. (In My Past)[3]

Współpraca
- 2000: C-Loc Present Camp III: Thug Brothas (oraz Concentration Camp)
- 2003: Pimp C Present... Ghetto Stories (oraz Webbie)
- 2003: Gangsta Musik (oraz Webbie)
- 2007: Trill Entertainment Presents: Survival of the Fittest (oraz Foxx, Webbie & Trill Fam)
- 2010: Trill Entertainment Presents: All or Nothing (oraz Foxx, Webbie & Trill Fam)

## Filmografia
- Gangsta Musik (2005)
- Bad Azz (2006)
- On the Grind (2006)
- Last Dayz (2009)
- Ghetto Stories: The Movie (2010)

## Wyróżnienia
- Ozone Awards
  - 2008: Club Banger of the Year („Independent”) (Laureat)
  - 2007: Best Rap Album (Bad Azz) (Nominowany)
  - 2007: Best Breakthrough Artist (Laureat)